# American Mathis
American Mathis war ein US-amerikanischer Hersteller von Automobilen.

## Unternehmensgeschichte
William Durant von Durant Motors gründete 1930 das Unternehmen in Lansing in Michigan. Edward Ver Linden war ebenfalls beteiligt. 1931 begann die Produktion von Automobilen. Die Lizenz kam von SA Mathis aus Frankreich. Der Markenname lautete Mathis. Im Januar 1931 standen Fahrzeuge auf der New York Automobile Show. Pläne beliefen sich auf 100.000 Fahrzeuge jährlich. Bereits im April 1931 begann die Insolvenz. Insgesamt entstanden nur wenige Fahrzeuge.

## Fahrzeuge
Die Fahrzeuge basierten auf dem Mathis Type PY. Sie hatten einen Vierzylindermotor mit 1062 cm³ Hubraum und 12 PS Leistung. Das Fahrgestell hatte 244 cm Radstand. Zur Wahl standen ein Coupé für 455 US-Dollar, ein leichter Lieferwagen für 445 Dollar sowie ein Roadster.
Eine Quelle meint, dass dieser Kleinwagen europäischer Größe für die amerikanischen Interessenten zu klein war.